# Irene Abel
Irene Abel född den 12 februari 1953 i Berlin, Tyskland, är en östtysk gymnast.
Hon tog OS-silver i lagmångkampen i samband med de olympiska gymnastiktävlingarna 1972 i München.

## Externa länkar

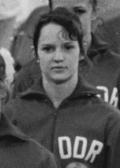
Irene Abel 1972